# Planigale ingrami
Planigale ingrami är en pungdjursart som först beskrevs av Oldfield Thomas 1906. Planigale ingrami ingår i släktet dvärgpungmöss och familjen rovpungdjur. IUCN kategoriserar arten globalt som livskraftig. Artepitet i det vetenskapliga namnet hedrar Sir William Ingram, en engelsk bokförläggare som gav pengar åt expeditionen som hittade djuret.
Vuxna exemplar är 5,5 till 6,5 cm långa (huvud och bål) och svansen är bara lite kortare. De har en genomsnittlig vikt av 4,3 g. Ovansidan är täckt av gråbrun päls med inslag av gult på några ställen. Bakbenen är hos Planigale ingrami robustare än armarna så att den tidvis kan sitta upprätt. Arten har en naken svans. Förutom könsorganen finns inga skillnader mellan hanar och honor.
Pungdjuret förekommer i norra Australien och i några avskilda regioner i centrala Australien. Arten vistas i gräsmarker. Per kull föds 4 till 8 ungar.
I utbredningsområdet ligger regntiden mellan december och mars och större delar av landskapet är översvämmade. Under årets andra delar förekommer torka och spruckna jordskivor. Individerna gömmer sig mellan dessa skivor och letar efter föda som utgörs av ryggradslösa djur och andra smådjur.

## Underarter
Arten delas in i följande underarter:
- P. i. brunnea
- P. i. ingrami
- P. i. subtilissima